# Thomas Caers
Thomas Caers est un footballeur belge devenu entraîneur, né le 14 janvier 1973. 
Il joue sein de trois clubs belges : le KVC Westerlo, La Gantoise et Saint-Trond. Il évolue également avec le MVV Maastricht aux Pays-Bas.
Il dirige les joueurs de Saint-Trond VV lors de l'année 2006.